# Andrew Ramsay (cyclisme)
Pour les articles homonymes, voir Ramsay.
Andrew Ramsay, né le 24 avril 1998 à Spanish Town, est un coureur cycliste jamaïcain. Il participe à des compétitions sur route et sur piste.

## Biographie
En 2022, Andrew Ramsay se classe troisième de la course à l'américaine aux championnats de la Caraïbe, avec son compatriote Jerome Forrest. L'année suivante, il devient quadruple champion de Jamaïque sur piste, dans la poursuite, l'élimination, l'omnium et le scratch,. Il remporte également le titre de champion national sur route en 2024. 

## Palmarès sur route
- 2016
  - 2e du championnat de Jamaïque sur route juniors
- 2021
  - 2e du championnat de Jamaïque sur route
- 2023
  - Elevation Cycling Club Development Race[4]
- 2024
  -  Champion de Jamaïque sur route
  - 3e du championnat de Jamaïque du contre-la-montre
- 2025
  -  Champion de Jamaïque du contre-la-montre
  - 3e du championnat de Jamaïque sur route

## Palmarès sur piste

### Championnats de la Caraïbe
- Couva 2022
  -  Médaillé de bronze de l'américaine (avec Jerome Forrest)

### Championnats nationaux
- 2015
  -  Champion de Jamaïque de poursuite juniors
  - 2e du championnat de Jamaïque de vitesse juniors
  - 2e du championnat de Jamaïque du 500m juniors
- 2022
  - 2e du championnat de Jamaïque du scratch
  - 3e du championnat de Jamaïque du keirin
- 2023
  -  Champion de Jamaïque de poursuite
  -  Champion de Jamaïque de l'élimination
  -  Champion de Jamaïque de l'omnium
  -  Champion de Jamaïque du scratch
  - 2e du championnat de Jamaïque du keirin
  - 2e du championnat de Jamaïque de vitesse par équipes
  - 3e du championnat de Jamaïque de vitesse